# El Habib Choubani
El Habib Choubani, né à Bejaâd le 14 septembre 1963, est un homme politique marocain affilié au Parti de la justice et du développement (PJD), il est député de la ville d'Errachidia depuis les législatives du 27 septembre 2002. Entre 2012 et 2015, il a été ministre chargé des Relations avec le parlement et la société civile.

## Parcours
El Habib Choubani, ministre chargé des Relations avec le parlement et la société civile, est né en 1963 à Bejaâd. Il décroche un baccalauréat en sciences expérimentales de l'Académie de Béni Mellal en 1981 et une licence en sciences physiques et chimiques de l'Ecole normale supérieure de Marrakech (1985), avant de travailler en tant que professeur de physique de plusieurs lycées d'Errachidia de 1985 à 2002.
Il a obtenu également un baccalauréat en lettres modernes de l'Académie de Meknès (1997), une licence en droit public français, option de l'administration publique de l'Université Mohammed V - Souissi (2008) et un master en la gestion du développement social de la même université (2011).
Il est vice-président du conseil national du parti de la Justice et du Développement depuis 2008, vice-secrétaire général du parti (2004-2008), membre du secrétariat général du parti depuis 2004 et chef de division de la communication, des relations publiques et de l'édition du PJD depuis 2008.
Il est également membre de la Commission centrale de la probité et de la transparence à partir de 2009, secrétaire régional du parti dans la région de Meknès-Tafilalet (2001-2003) et secrétaire provincial du PJD (1996-2000).
Il a été élu député de la circonscription de Gheris-Tislit depuis 2002, président du groupe parlementaire (2006-2007), président de la Commission de la justice, de législation et des droits de l'Homme à la chambre des représentants et conseiller communal à Errachidia (2003-2009).
M. Choubani a été directeur de publication du journal Al Misbah, président de l'Observatoire civil de moralisation de la vie publique et de soutien à la transparence et président de l'Association des conseillers de la justice et du développement.
Il a participé à plusieurs recherches nationales et internationales sur le rôle des parlements dans le renforcement et la protection des droits humains et représenté le parlement à plusieurs missions diplomatiques.
M. Choubani est marié et père de quatre enfants. Il est le frère de la femme politique  Fatiha Choubani.